# I Shot Andy Warhol
I Shot Andy Warhol är en amerikansk independentfilm från 1996 i regi av Mary Harron. Filmen handlar om Valerie Solanas, författare av SCUM-manifestet, och om vad som leder fram till att hon sköt Andy Warhol i juni 1968.
Valeri Solanas spelas av Lili Taylor och Andy Warhol av Jared Harris. Lili Taylor fick flera priser för sin insats i filmen, bland annat utmärkelsen Bästa skådespelerska vid Stockholms filmfestival 1996.
Filmen premiärvisades i Un certain regard, specialsektionen för innovativa och djärva verk, vid filmfestivalen i Cannes  1996.

## Rollista (urval)
| Lili Taylor       | – Valerie Solanas  |
| Jared Harris      | – Andy Warhol      |
| Stephen Dorff     | – Candy Darling    |
| Martha Plimpton   | – Stevie           |
| Lothaire Bluteau  | – Maurice Girodias |
| Anna Levine       | – Iris             |
| Peter Friedman    | – Alan Burke       |
| Tahnee Welch      | – Viva             |
| Jamie Harrold     | – Jackie Curtis    |
| Donovan Leitch    | – Gerard Malanga   |
| Jim Lyons         | – Billy Name       |
| Michael Imperioli | – Ondine           |
| Reg Rogers        | – Paul Morrissey   |
| Bill Sage         | – Tom Baker        |
| Jill Hennessy     | – Laura            |